# Pintor de Oxford 1949
El Pintor de Oxford 1949 fue un pintor griego de vasos que trabajó en Atenas a finales del siglo VI a. C.
El Pintor de Oxford 1949 es uno de los primeros pintores de vasos de figuras rojas. Fue reconocido por John Beazley como una personalidad de pintor independiente y llamado así en honor a un lécito en el Museo Ashmolean de Oxford. Además, solo otras dos obras, un enócoe y un kílix, le fueron atribuidos por similitudes estilísticas con el nombre de vaso. En 1949 Beazley colocó al pintor de Oxford en el tercer lugar en su cronología de la pintura de vasos de figuras rojas, detrás del presunto inventor del estilo, el Pintor de Andócides y Olto, por delante del Pintor de Goluchow y los pintores del Grupo pionero. Por lo tanto, debe haber estado activo alrededor del año 530 a. C. o un poco más tarde. Algunos investigadores como Dyfri Williams asumen que bajo ciertas circunstancias no el Pintor de Andócides sino el Pintor de Oxford de 1949 o alternativamente también el Pintor de los jinetes del Vaticano podría haber sido el inventor del nuevo estilo, lo que significa que el lugar de origen del nuevo estilo no habría sido en el taller de Andócides sino en el taller de Nicóstenes, que también estaba de otra manera ansioso por experimentar y ocupado.

## Obras
1. Lécito, Museo Ashmolean, Oxford, número de inventario 1949, Motivo: tres mujeres sentadas en sillas.[2]
2. Enócoe, Museo Ashmolean, Oxford, número de inventario 1911, Motiv:o Amazonomaquia, hallada en Cerveteri.[3]
3. Copa de ojos (fragmentaria), Musée Boulogne-sur-Mer, Motiv: Exterior A lanzador de disco, Exterior B mujer con flor, Tondo desaparecido[4]